# Lars Elwin
Karl Lars Elwin, född 19 december 1925 i Johannes församling, Stockholm, död 15 maj 2018 i Stockholm, var en svensk skådespelare.
Han filmdebuterade 1964 i en mindre roll som bridgespelare i Är du inte riktigt klok? och medverkade totalt i tre filmer.

## Filmografi
- 1964 – Är du inte riktigt klok?
- 1965 – För vänskaps skull
- 1971 – Den byxlöse äventyraren (TV-serie)
- 1973 – Pistolen

## Teater

### Roller (ej komplett)
| År   | Roll                | Produktion | Regi                         | Teater                           |
| ---- | ------------------- | --- | ---------------------------- | -------------------------------- |
| 1955 |                     | Don Quijote – Riddaren av den sorgliga skepnaden (Don Quijote – Der Ritter von der traurigen Gestalt) Wulf Leisner | Lars-Erik Liedholm           | Teatern i Gamla stan             |
| 1958 |                     | Järnvattnet i Madrid (El acero de Madrid) Lope de Vega                                                             | Sandro Malmquist             | Riksteatern                      |
| 1963 | Elie Cardinal       | Tokan (L'Idiote) Marcel Achard                                                                                     | Bertil Norström              | Norrköping-Linköping stadsteater |
| 1964 | Herr Bonneuil Salem | Skärmarna (Les Paravents) Jean Genet                                                                               | Per Verner-Carlsson          | Stockholms stadsteater           |
| 1964 | Sean O'Fenetic      | Bockfoten (Step-in-the-hollow) Donagh MacDonagh                                                                    | Bo Swedberg                  | Helsingborgs stadsteater         |
| 1964 | Paris               | Romeo och Julia (The Tragedy of Romeo and Juliet) William Shakespeare                                              | Per Sjöstrand                | Helsingborgs stadsteater         |
| 1965 | Lexy Mill           | Candida George Bernard Shaw                                                                                        | Bo Swedberg                  | Helsingborgs stadsteater         |
| 1965 | Johan Karlsson      | Den bästa av världar Jan Moen                                                                                      | Hans Bergström               | Helsingborgs stadsteater         |
| 1965 |                     | Tjuvar, lik och fala qvinnor Dario Fo                                                                              | Hans Bergström               | Helsingborgs stadsteater         |
| 1965 | Guillaume           | Ljusstaken (Le Chandelier) Alfred de Musset                                                                        | Bo Swedberg                  | Helsingborgs stadsteater         |
| 1965 | Alfred Teach        | Inget helgon precis! (Travelling Light) Leonard Kingstone                                                          | Hans Bergström Per Sjöstrand | Helsingborgs stadsteater         |
| 1965 | Värvaren            | Mor Courage och hennes barn (Mutter Courage und ihre Kinder) Bertolt Brecht                                        | Per Sjöstrand                | Helsingborgs stadsteater         |
| 1966 |                     | Jeppe på berget (Jeppe paa Bierget) Ludvig Holberg                                                                 | Gunnar Skar                  | Helsingborgs stadsteater         |
| 1966 | Medhjälparen        | Rulle Rova Björn Clarin och K.G. Larsson                                                                           | Bo Swedberg                  | Helsingborgs stadsteater         |
| 1966 |                     | Den tappre soldaten Svejk (Osudy dobrého vojáka Švejka za světové války) Jaroslav Hašek                            | Hans Bergström               | Helsingborgs stadsteater         |
| 1966 | Cothurnus           | Aria Da Capo Edna St. Vincent Millay                                                                               | Hans Bergström               | Helsingborgs stadsteater         |
| 1966 | Zepo                | Picknick på slagfältet (Pique-nique en campagne) Fernando Arrabal                                                  | Hans Bergström               | Helsingborgs stadsteater         |
| 1966 | Menato              | Ruzzantes återkomst (Il Parlamento de Ruzante che iera vegnú de campo) Angelo Beolco                               | Hans Bergström               | Helsingborgs stadsteater         |
| 1966 | Bonifacius          | Harlekin och Colombina (Harlekin og Columbine, eller Klovnen som barnepike) Arne Svenneby                          | Gunnar Skar                  | Helsingborgs stadsteater         |
| 1967 | Lektor Barfoth      | Markurells i Wadköping Hjalmar Bergman                                                                             | Hans Bergström               | Helsingborgs stadsteater         |
| 1967 | Juris Doktorn       | Skälmarnas triumf (Los intereses creados) Jacinto Benavente                                                        | Lennart Kollberg             | Helsingborgs stadsteater         |
| 1980 |                     | I vackra drömmars land Lars Björkman                                                                               | Pierre Fränckel              | Riksteatern                      |
| 1984 | Stomil              | Tango Sławomir Mrożek                                                                                              | Stig Ossian Ericson          | Riksteatern                      |
| 1986 |                     | Spökhotellet (L'Hôtel du libre-échange) Georges Feydeau                                                            | Pierre Fränckel              | Riksteatern                      |